# Nigella Lawson
Nigella Lucy Lawson (Londres, 6 de janeiro de 1960) é uma chef de cozinha, apresentadora de televisão e jornalista britânica. Ela é filha de Nigel Lawson (Barão Lawson de Blaby), ex-chanceler do Tesouro, e Vanessa Salmon cuja família era a proprietária do império J. Lyons and Co. Depois de se graduar na Universidade de Oxford, Nigella começou a trabalhar como revisora de livros e crítica de restaurantes e, mais tarde, como vice-editora literária do The Sunday Times em 1986. Ela então começou uma carreira de jornalista freelancer escrevendo para vários jornais e revistas. Em 1998 ela editou seu primeiro livro de culinária, How to Eat (Como Comer) que vendeu cerca de 300 mil cópias e tornou-se um bestseller. Ela escreveu seu segundo livro em 2000, How to be a Domestic Goddess (Como Ser Uma Deusa Doméstica) e ganhou o prêmio "Autor do Ano" pelo British Book Award.
Seu programa de culinária na TV é apresentado no Brasil semanalmente pelo canal pago GNT com programas especiais voltados a festas como, por exemplo, Natal e Páscoa. Em Portugal é transmitido pelo canal SIC Mulher.
Nigella possui o título de nobreza de A Honorável pois sua família é aristocrática, sendo seu pai um nobre inglês, um Barão.

## Vida pessoal
Nigella tem dois filhos de seu primeiro casamento com o jornalista John Diamond, Cosima Thomasina e Bruno Paul. John Diamond morreu de câncer em março de 2001. Ela se casou novamente, em 2003, com o colecionador de arte Charles Saatchi. O relacionamento durou até 2013, após um desentendimento em um restaurante, em que o marido a agrediu fisicamente. Ela é ateia.

## Créditos de televisão
| Ano                   | Título                                        | Papel                    | Episódios                                          |
| --------------------- | --------------------------------------------- | ------------------------ | -------------------------------------------------- |
| 1999–2001             | Nigella Bites                                 | Apresentadora            | 16 espisódios (series 1–2; e um especial de natal) |
| 2002                  | Forever Summer                                | Apresentadora            | 8 espisódios                                       |
| 2005                  | Nigella                                       | Apresentadora            | 20 espisódios                                      |
| 2006                  | Nigella Feasts                                | Apresentadora            | 13 espisódios                                      |
| 2006, 2008            | Nigella's natal Kitchen                       | Apresentadora            | 6 espisódios (series 1–2)                          |
| 2007                  | Nigella Express                               | Apresentadora            | 13 espisódios                                      |
| 2009                  | Top Chef                                      | Juíza convidada          | Episódio: "Strip Around the World" (temporada 6)   |
| 2010                  | Super Chef Battle: An Iron Chef America Event | Juíza convidada          | Especial televisivo                                |
| 2010                  | Nigella Kitchen                               | Apresentadora            | 13 espisódios                                      |
| 2011, 2016, 2018–2021 | MasterChef Australia                          | Juíza convidada          | 16 espisódios                                      |
| 2012                  | Nigellissima                                  | Apresentadora            | 7 espisódios                                       |
| 2013–2014             | The Taste                                     | Juíza                    | 23 espisódios (series 1–3)                         |
| 2014                  | The Taste (UK)                                | Juíza                    | 10 espisódios (series 1)                           |
| 2014                  | Modern Family                                 | Si mesma (voz em um app) | Episode: "Three Turkeys"                           |
| 2015                  | Eurovision Song Contest 2015                  | Si mesma                 | Final                                              |
| 2015                  | Simply Nigella                                | Apresentadora            | 6 espisódios and one natal especial                |
| 2017                  | Nigella: At My Table                          | Apresentadora            | 6 espisódios and one natal especial                |
| 2019                  | MasterChef US                                 | Juíza convidada          | Episódio: "London Calling – Pt. 2" (temporada 10)  |
| 2020                  | Nigella's Cook, Eat, Repeat                   | Apresentadora            | 6 espisódios e um especial de natal                |
| 2022–present          | My Kitchen Rules                              | Juíza                    | temporada 12, temporada 13                         |
| 2023                  | Nigella's Amsterdam natal                     | Apresentadora            | especial de natal                                  |

## Obras publicadas
- 2008 Nigella Express, ISBN 9788500023453
- 2009 Nigella Bites, ISBN 9788500330551